# Селве (Кјети)
Селве (итал. Selve) је насеље у Италији у округу Кјети, региону Абруцо.
Према процени из 2011. у насељу је живело 37 становника. Насеље се налази на надморској висини од 230 м.